# Soledad Ruiz de Lihori
Soledad Ruiz de Lihori va ser una pintora valenciana activa en el primer terç del segle xx.
Va mantenir estrets vincles amb l'Associació de la Joventut Artística Valenciana, participant en algunes de les seues manifestacions plàstiques com l'Exposició de Pintura, Escultura i Arts Decoratives de València en 1920. S'especialitza en retrats i composicions a l'oli, destacant entre la seva producció les obres El tío de la bota i Retrato.